# Hicham Chami
 (septembre 2015).
Pour les articles homonymes, voir Chami.
Hicham Chami (né en 1977 à Tétouan) est un musicien marocain spécialisé dans le maniement du qanun. Il est un lauréat du conservatoire de Rabat.
Virtuose de qanun, il a réalisé un album pour promouvoir la musique marocaine en se plaçant au cœur de la musique classique arabe et faire connaître ce style de musique aux États-Unis.

## Carrière
Il a gravé un album intitulé "Promises" (promesses) : une collection de pièces classiques qu'il interprète avec Catherine, une percussionniste de Los Angeles spécialiste des rythmes médiévaux. Il travaille aussi sur deux autres enregistrements. Le premier concerne la musique Ladino : il interprète au Qanun quelques chansons avec la Chanteuse espagnole Sarah Aroeste. Le deuxième enregistrement n’en est qu’à ses balbutiements. Il s’agit d’une collaboration avec l’accordéoniste Elisabeth Borgerhoff. Le but est de marier ces deux instruments appartenant à deux mondes différents pour l’interprétation de longhas, une forme de danse que l’on retrouve tant dans l’école classique arabe que dans certains pays européens tels que la Grèce ou la Turquie.

## Discographie
- “The Songs of Sayyed Darweesh: Soul of a People”, enregistré en 2004 et sorti en 2005.
- “Promises: Oriental Classical Music”, sorti en 2003.
- “A la Una”, sorti en 2003.
- “Verses”